# Karin C. Berger

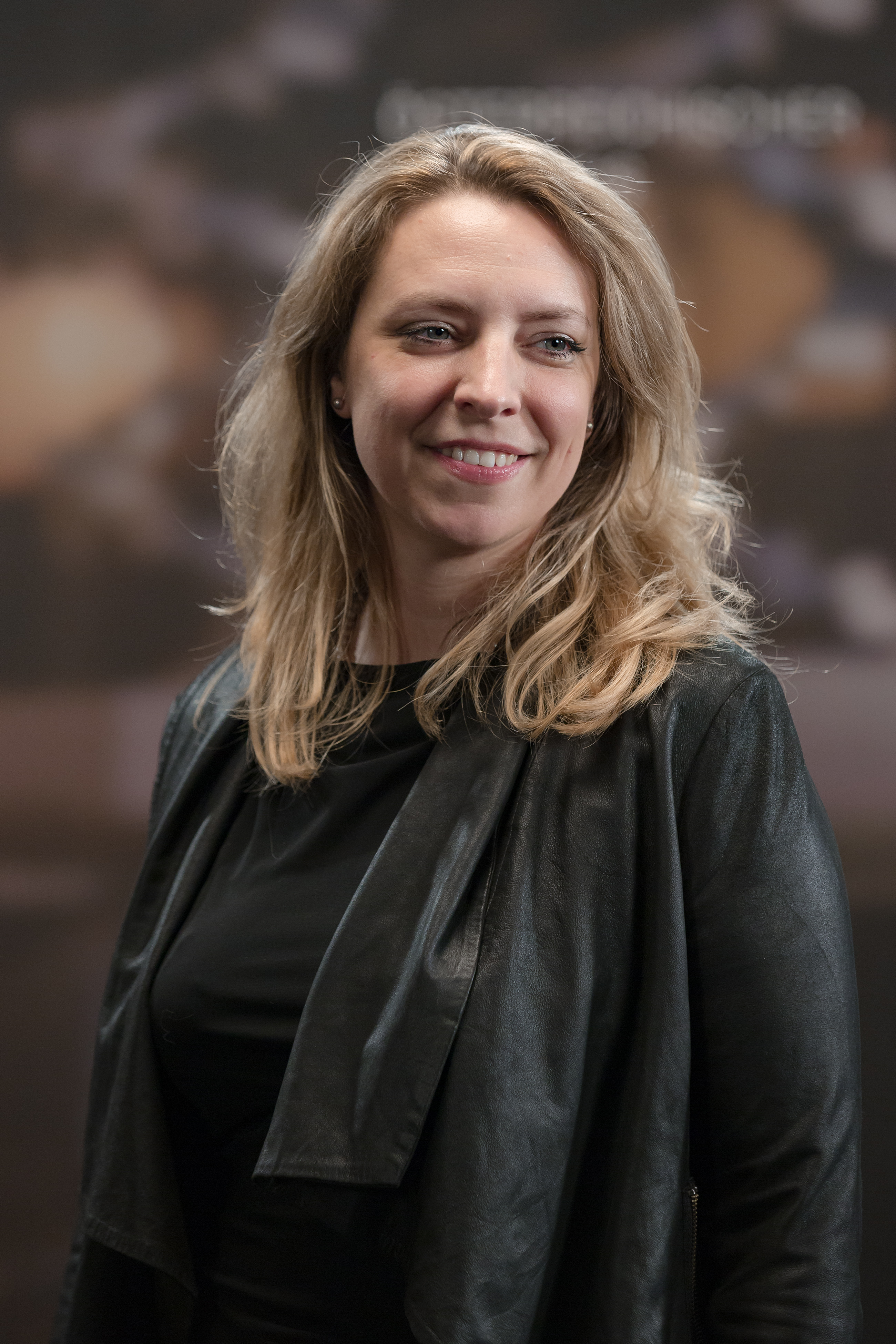
Karin C. Berger, 2017

Karin C. Berger (* 1977 in München) ist eine österreichische Filmproduzentin.

## Leben
Karin C. Berger begann ihre Karriere in der Filmbranche als TV-Redakteurin u. a. bei Tresor TV in München. Danach studierte sie Produktion an der Filmakademie Wien und arbeitete unter anderem für Firmen wie coop99, Witcraft Szenario, Mona Film und Golden Girls Filmproduktion.
Sie ist Gründungsmitglied von Film Fatal, der Interessengemeinschaft österreichischer Produzentinnen und Producerinnen und war maßgeblich an der Entwicklung des von Film Fatal initiierten österreichischen Inclusion Riders (Absichtserklärung zur Förderung der Gleichstellung von Frauen in der Film- und Medienbranche) beteiligt. Weiters ist sie Mitglied der Akademie des Österreichischen Films und der Europäischen Filmakademie. Seit 2021 zählt sie zu den ersten in Österreich zertifizierten Green Film Consultants. Sie setzt sich besonders für Nachhaltigkeit, Chancengleichheit und familienfreundliche Arbeitsbedingungen in der österreichischen Filmproduktion ein.

## Filmografie (Auswahl)
- 2007: Her mit dem schönen Leben (Kurzfilm, Produzentin)
- 2012: Blackstory (Kurzfilm, Produzentin)
- 2015: Korida (Produzentin)
- 2015: Einer von uns (Produzentin)
- 2016: Die Migrantigen (Produzentin)
- 2016: Kinders (Produzentin)
- 2016: Die Einsiedler (Koproduzentin)
- 2017: Free Lunch Society: Komm Komm Grundeinkommen (Produzentin)
- 2018: Cops (Produzentin)
- 2019: Born in Evin (Koproduzentin)
- 2019: Kleine Germanen (Koproduzentin)
- 2019: Solo (Produzentin)
- 2020: Fuchs im Bau (Produzentin)
- 2021: The Bubble (Koproduzentin)

## Auszeichnungen und Nominierungen (Auswahl)
- Cops
  - Filmfestival Max Ophüls Preis 2018: Publikumspreis Spielfilm, Preis für den gesellschaftlich relevanten Film[6]
  - Diagonale 2018: Publikumspreis[7]
- Die Migrantigen
  - Filmfestival Max Ophüls Preis 2017: Publikumspreis Spielfilm[8]
  - Nashville Film Festival 2017: Publikumspreis[9]
  - Austrian Ticket 2017 für mehr als 75.000 Besucher[10]
  - Österreichischer Filmpreis 2018: Nominierung Bester Spielfilm
- Kinders
  - Diagonale 2016: Publikumspreis[7]
  - Österreichischer Filmpreis 2017: Nominierung Bester Dokumentarfilm
- Die Einsiedler
  - Europäischer Filmpreis 2017: Nominierung Europäische Entdeckung – Prix FIPRESCI
- Einer von Uns
  - Zurich Film Festival 2015: Nominierung Fokus Schweiz, Deutschland, Österreich[11]
  - Filmfestival Max Ophüls Preis 2016: Bester Spielfilm[12]
  - Österreichischer Filmpreis 2016: Nominierung Bester Spielfilm
  - Diagonale 2016: Innovative Produktionsleistung[7]
- Blackstory
  - Internationales Filmfestival der Filmakademie Wien 2013: Beste Produktion[13]
- Her mit dem schönen Leben
  - 13. Internationales Studentenfilmfestival Filmakademie Wien 2007: Preis der Jury „Produktion“[14]